# هیدرولیک کانال روباز

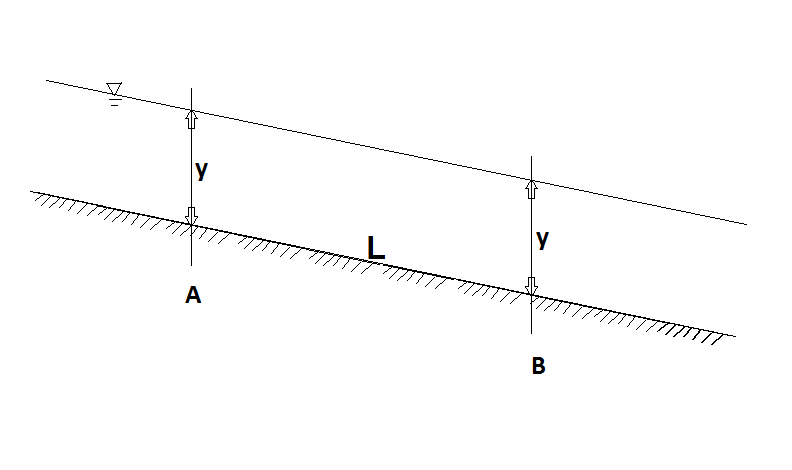
نمای شماتیک یک کانال باز

هیدرولیک کانال روباز یکی از زیر شاخه‌های هیدرولیک سطح آزاد است که جریان مایع در کانال‌های روباز را مطالعه می‌کند.

## کتب در زمینه هیدرولیک مجاری روباز
کتاب مقدمه ای بر هیدرولیک جریان در آبراهه های روباز تألیف هوبرت چانسون ترجمه مهندس حسام رستمی جلیلیان و  محمّد حیدرنژاد

## جُستارهای وابسته
- محیط خیس